# Середньосибірська сільська рада
Середньосибі́рська сільська рада (рос. Среднесибирский сельский совет) — сільське поселення у складі Тальменського району Алтайського краю Росії.
Адміністративний центр та єдиний населений пункт — селище Середньосибірський.

## Населення
Населення — 2006 осіб (2019; 2042 в 2010, 1822 у 2002).